# كلاي بانكس (ويسكونسن)
كلاي بانكس (بالإنجليزية: Clay Banks, Wisconsin)‏ هي بلدة تقع بولاية ويسكونسن في الولايات المتحدة. تبلغ مساحتها 122 (كم²)، وترتفع عن سطح البحر 176 م، بلغ عدد سكانها 410 نسمة في عام 2000 حسب إحصاء مكتب تعداد الولايات المتحدة وتصل الكثافة السكانية فيها 10.6 نسمة/كم2.

## وصلات خارجية
- The US50 - Cities and Towns in Wisconsin State
- Wisconsin Cities and Towns, Facts, Map, Flag, Colleges, Government, and More